# 奈美悦子・辻よしなりのちなみに?
『奈美悦子・辻よしなりのちなみに?』（なみえつこつじよしなりのちなみに）は、TBSラジオで2008年10月5日から2012年9月30日まで放送されていたトーク番組である。スポンサーはベストアメニティによる一社提供。2010年7月から2012年3月まではHBC、RKB（JRN加盟局）にもネットされていた。

## 概要
- 健康志向・安全志向が高まる「食」をテーマにした番組。旬の食材の薀蓄をはじめ、時に、様々なジャンルのゲストを迎えて「食へのこだわり」について語り合う。食材への思い出・こだわり・効用・調理法など、様々な視点から「食材」の魅力を紹介。

## 放送時間
- TBSラジオ（制作局）毎週日曜日 21:30 - 22:00

## かつてのネット局
- HBCラジオ 毎週日曜日 8:00~8:30
- RKBラジオ 毎週土曜日 6:30~7:00

## 出演者
- 奈美悦子（女優）
- 辻よしなり（元テレビ朝日アナ）

## 番組内容
- 食材もしも!
- ちなみにBOX
- 奈美レシピ